# امامشاه
امام‌الدین عبدالرحیم بن حسن معروف به امامشاه (۱۴۳۰م/ ۸۳۴ق - ۱۵۱۳م/ ۹۱۹ق) داعی اسماعیلی هندی، از رهبران خوجه و نیای بزرگ فرقهٔ امام‌شاهی بود. پس از درگذشت شیخ (پیر) حسن کبیرالدین، برادرش تاج‌الدین، رهبری خوجه‌های نزاری را بر عهده گرفت. پس از تاج‌الدین — که در حدود پایان قرن نهم هجری / پانزدهم میلادی درگذشت — امامشاه، یکی از پسران حسن کبیرالدین، تلاش کرد که رهبری خوجه‌ها را در سِند به دست گیرد، اما بی‌نتیجه ماند. او بعدها امام نزاری، که احتمالاً محمد بن اسلامشاه بود، را در فارس دید، ولی امام او را به‌عنوان شیخ (پیر) منصوب نکرد. امامشاه پس از بازگشت به هند در گجرات ساکن شد، جایی که باقی عمرش را گذراند و در جذب هندوان به اسماعیلیهٔ سَت‌پانثی/فرقهٔ امام‌شاهی بسیار موفق بود. او در پیرانا، شهری که خود در نزدیکی احمدآباد گجرات بنیان نهاد، درگذشت و در آرامگاهی که برایش ساخته شد، به خاک سپرده شد. او گِنان‌های بسیاری سرود که امروزه نیز توسط اسماعیلیان خوانده می‌شود.

## زندگی و پیشه
نام او امام‌الدین و لقبش عبدالرّحیم بود. وی در سال ۸۳۴ هجری قمری/ ۱۴۳۰ میلادی در اوچ شریف زاده شد و پسر کوچکتر پیر حسن کبیرالدین بود. طبق روایات، زمانی که پیر حسن کبیرالدین درگذشت، همهٔ پسرانش در اوچ شریف حاضر بودند، جز امام‌شاه. روایت‌ها می‌گویند که او هنگام دفن پدرش دیر رسید. روایت‌های بسیاری در مورد نارضایتی او نقل شده، اما همگی ماهیتی افسانه‌ای دارند.
امام‌شاه در اوچ شریف به همراه خواهرش بهی بُدهای زندگی می‌کرد. در همین‌جا بود که از طریق یکی از خوجه‌ها به نام دواسی چاندان، نامه‌ای از امام محمد بن اسلام‌شاه دریافت کرد. از این رو، در سال ۸۵۴ هجری / ۱۴۵۰ میلادی سفر خود را به سوی کاهِک آغاز کرد. گفته می‌شود که امام محمد بن اسلام‌شاه او را برای انجام مأموریتی در گجرات منصوب کرد. او پس از بازگشت، تعداد زیادی از هندوان را در گجرات به آیین اسماعیلیه درآورد. امام‌شاه با دختر شاه محمد بخری ازدواج کرد که حاصل این ازدواج، سید نور محمدشاه (درگذشتهٔ ۹۴۰ هجری / ۱۵۳۴ میلادی) بود.
گفته می‌شود که او به دلیل ناکامی در جانشینی پدرش از اسماعیلیه روی‌گردان شد، اما این ادعا با روایات معتبر سازگار نیست. به گفتهٔ ممتازعلی تاج‌دین، چنین به نظر می‌رسد که او عمیقاً به اسماعیلیه پای‌بند بود و تا پایان عمر وفاداری به امامان زمان خود نشان داد. به‌نقل از دایرةالمعارف مختصر اسلام: «تا آنجا که بتوان تشخیص داد، نمی‌توان او را بنیان‌گذار فرقه‌ای نو دانست، زیرا به امام زمان خود وفادار باقی ماند.»
امام‌شاه در سال ۹۲۶ هجری / ۱۵۲۰ میلادی درگذشت و در پیرانا، جنوب‌شرق احمدآباد، شهری که خود در نزدیکی احمدآبادِ گجرات بنیان نهاد، درگذشت و در آرامگاهی که برایش ساخته شد، به خاک سپرده شد. وی چهار پسر داشت: سید عالم‌شاه، سید علی‌شاه، سید باقرشاه و سید نور محمدشاه، و دختری به نام شمس خاتون.